# Groenewoudseweg (Nijmegen)
De Groenewoudseweg is een weg in het zuidoosten van de Nederlandse stad Nijmegen.

## Route
De weg begint aan het kruispunt met de St. Annastraat (s105), waar vanuit het westen de Groenestraat uitkomt. Van daaruit loopt de Groenewoudseweg in oostelijke richting, overkruist diagonaal de spoorlijn Nijmegen - Venlo, kruist de Heyendaalseweg met een rotonde (Professor Schillebeeckxplein) en eindigt vervolgens bij het kruispunt met de Groesbeekseweg, bij het Restaurant Groenewoud. De weg gaat daar oostwaarts (richting Kwakkenberg) verder als de Postweg.
De in 1951 gebouwde Dominicuskerk ligt op de hoek van de Groenewoudseweg en de Professor Molkenboerstraat.

## Naam
In de 19e eeuw werd de weg nog Groene Straat genoemd. De naam Groenewoudsche weg (later Groenewoudscheweg) werd in 1904 middels een raadsbesluit aangenomen. Nadien is de spelling nog gemoderniseerd.
Dit was echter niet precies dezelfde straat als tegenwoordig. Bij het gereedkomen van het viaduct over de spoorlijn Nijmegen-Venlo in 1979 werd het viaduct zelf bij de Groenewoudseweg gevoegd. Wat voorheen een deel van de Verlengde Groenestraat was geweest, werd zodoende nu een stuk van de Groenewoudseweg. Anderzijds werd weer het stuk van de vroegere Groenewoudseweg dat parallel aan de spoorbaan liep, hernoemd tot Oude Groenewoudseweg.